# Lin Qingfeng
Dans ce nom chinois, le nom de famille, Lin, précède le nom personnel.
Lin Qingfeng est un haltérophile chinois né le 26 janvier 1989 à Changle.

## Carrière
Aux Jeux olympiques de 2012 à Londres, il est sacré champion olympique dans la catégorie des moins de 69 kg, soulevant un total de 344 kg.